# Crisis hídrica en Petorca

En rojo está la división político-administrativa en torno a la cuenca del río Petorca, que incluye los departamentos argentinos de Calingasta y Las Heras. En azul las cuencas hidrográficas y en azul obscuro los glaciares en territorio chileno.

La crisis hídrica en Petorca corresponde al fenómeno de megasequía que se origina en la década de 1990 en la provincia de Petorca, región de Valparaíso, Chile.

## Geografía
Petorca se caracteriza por su geografía montañosa y la presencia de ríos como el Petorca el cual nace de la unión del río Sobrante y del Pedernal, que históricamente han sido fuentes de agua para el consumo humano y la agricultura.

## Historia
Desde la década de 1990, la industria agroexportadora ha crecido significativamente, aumentando la demanda de agua para cultivos que requieren grandes cantidades de este recurso, como la palta. Esta afirmación es enfáticamente negada por los representantes de la agroindustria del área, cuyos representantes empresariales afirman que el aguacate consume menos agua que otras especies, atribuyendo la escasa disponibilidad hídrica a la «falta de inversión estatal en infraestructura de embalses y riego».
La crisis hídrica ha tenido un impacto devastador en las comunidades de Petorca. Muchas familias han perdido su acceso al agua potable y se ven obligadas a depender de camiones aljibe para abastecerse, lo que representa un costo significativo y una carga adicional en sus vidas. Además, la falta de agua ha afectado la agricultura familiar, que solía ser una fuente de sustento y comercio para los habitantes de la región .
Desde el año 2006 las precipitaciones en la zona no han alcanzado las de un año normal, afectando los caudales disponibles para el consumo humano y el uso agrícola.
En 2010 surge MODATIMA, una organización dedicada a la defensa del derecho al acceso al agua de los campesinos, trabajadores y habitantes de la provincia de Petorca.
Debido a la reducción de caudal en las cuencas de los ríos Petorca, La Ligua y Aconcagua, el 24 de noviembre de 2010 el Ministerio de Obras Públicas decretó emergencia hídrica para dichos valles de la región de Valparaíso. El 9 de febrero se decretó la emergencia agrícola en siete comunas de la región de Valparaíso; La Ligua, Petorca, Cabildo, Zapallar, Papudo, Putaendo y Nogales.
En 2014 el Instituto Nacional de Derechos Humanos emitió un informe sobre la crisis hídrica, donde se encontraron hasta 65 obras de drenaje ilegales desviados para el cultivo de la palta.
En 2016 durante la gestión del gobernador Mario Fuentes Romero en el segundo gobierno de Michelle Bachelet, la provincia de Petorca fue declarada como zona de escasez hídrica. Esto permitió disponer un servicio de camiones aljibe para la entrega de agua a la población. Como solución a largo plazo se propuso dirigir agua desde los ríos Aconcagua y Maipo, entre otras medidas. 
El año 2017 se censaron solo 4763 hectáreas de paltos en la cuenca, una baja del 45% con respecto a 2008. En el año 2018, 4778 personas tuvieron que recibir suministro de agua potable por media de camiones aljibe.
El segundo gobierno de Sebastián Piñera dispuso un control riguroso de los pozos de donde se extrae agua, la formación y empoderamiento de Juntas de Vigilancia entre los agricultores que observen y exijan el cumplimiento de la ley y el gobierno dispuso un presupuesto de US$ 173.000.000 para la construcción del embalse Las Palmas con una capacidad de 55 millones de metros cúbicos que debe entrar en operaciones en 2024.
Otro proyecto, menos avanzado, es el de la construcción del embalse Pedernal de 31 millones de metros cúbicos para el riego de 1800 hectáreas.
En Los Quinquelles, zona costera de la comuna de La Ligua, se ha construido una planta desalinizadora.
En 2020, la escasez de agua en las zonas de La Ligua y Petorca fue abordado en el episodio "Guerras de la palta" de la serie de Netflix Rotten.